# 모기지신용보험
모기지신용보험(Mortgage Credit Insurance:MCI)은 은행과 같은 금융기관이 주택담보부 금전소비대차계약에 의한 대출을 실행하였을 경우에 채무자가 주계약에서 정한 채무를 이행하지 않아, 금융기관이 입은 손해에 대하여 보험가입금액 범위 내에서 보상하는 신용보험의 일종이다.

## 개요
금융기관은 보수적으로 적용하였던 대출한도를 적정 수준까지 상향 조정할 수 있으며, 고객에 대한 대출수요를 충족하고 상품을 차별화할 수 있다. 모기지신용보험을 이용할 경우 현행 주택담보대출비율(LTV)기준으로 대출 실행시 차감하게 되어있는 소액임차보증금 해당분에 대하여 추가대출이 가능하다. 현재 금융기관과 서울보증보험간의 포괄협약 체결로 실시간 보험청약 및 증권발급이 이루어지고 있다.

## 주요내용
보험계약자 겸 피보험자는 금융기관이다. 보험가입 대상 채무자는 채무자 본인 또는 제3자 제공의 부동산에 대한 근저당권을 채무이행의 담보로 제공하여 대출받은 자이다. 채무자가 부도, 당좌거래 정지 등의 사유로 채무이행 불능이 된 때나 포괄협약에서 별도로 정한 기한까지 채무를 불이행한 때를 보험사고로 규정한다.
2001년 8월에 상품인가를 받았으며 2002년 1월에 상품판매 개시하였다. 2002년 11월 한국 정부의 지역별 주택담보대출비율제한 부동산 대출 억제 정책으로 판매가 잠시 중단하였다 다시 판매를 재개하였다.

## 같이 보기
- 신용파산스왑